# 메흐디 굴리예프
메흐디 나디르 오글루 굴리예프(아제르바이잔어: Mehdi Nadir oğlu Quliyev, 1923년 5월 15일 ~ 1976년 1월 25일)는 아제르바이잔의 군인이다.
아제르바이잔 헤리크나스(Heriknaz)에서 농민의 아들로 태어나서 무역 학교를 졸업했다. 바쿠에서 벽돌 직공으로 근무했고 전연방 레닌주의 청년 공산주의자 동맹(콤소몰) 회원으로 활동한 경력을 갖고 있다.
1942년부터 1946년까지 소련 붉은 군대에서 복무했고 제2차 세계 대전 기간 동안에는 캅카스 전투, 케르치-엘티겐 공세에 참전했다. 특히 케르치-엘티겐 공세에서는 독일군 100명을 사살했다. 1943년에는 소련 정부로부터 레닌 훈장(1943년 10월 16일, 1943년 11월 17일), 소비에트 연방영웅(1943년 11월 17일) 칭호를 받았다. 제2차 세계 대전의 종전 이후에는 소련 국내군 중령으로 복무했다.